# Zvíkov (Boharyně)
Zvíkov (německy Swikow) je malá vesnice, část obce Boharyně v okrese Hradec Králové. Nachází se asi 1,5 km na severozápad od Boharyně. V roce 2009 zde bylo evidováno 28 adres. V roce 2001 zde trvale žilo 54 obyvatel.
Zvíkov leží v katastrálním území Zvíkov nad Bystřicí o rozloze 2,46 km2. V katastrálním území Zvíkov nad Bystřicí leží i Budín.

## Historie
První písemná zmínka o obci pochází z roku 1395.

## Pamětihodnosti
- Kaplička P. Marie stojí v lese západně od vsi